# Julija Swyrydenko
Julija Anatolijiwna Swyrydenko (ukr. Юлія Анатоліївна Свириденко; ur. 25 grudnia 1985 w Czernihowie) – ukraińska urzędniczka państwowa i ekonomistka, w latach 2021–2025 pierwszy wicepremier i minister gospodarki, od 2025 premier Ukrainy.

## Życiorys
Julija Swyrydenko urodziła się 25 grudnia 1985 w Czernihowie w rodzinie urzędników państwowych. Jej ojciec pracował w czernihowskim oddziale Komitetu Antymonopolowego Ukrainy, a matka była zatrudniona w radzie obwodowej.
W 2008 uzyskała magisterium z zarządzania antymonopolowego na Kijowskim Narodowym Uniwersytecie Handlu i Ekonomii. Pracowała jako ekonomistka w konsorcjum ukraińsko-andorskim AMP w Kijowie, jako wolontariuszka kierowała przedstawicielstwem Czernihowa w chińskim mieście Wuxi. Później była zastępczynią dyrektora w przedsiębiorstwie Eko-Wtor. Od 2015 zatrudniona w Czernihowskiej Obwodowej Administracji Państwowej. Pełniła funkcje doradczyni przewodniczącego administracji i naczelniczki wydziału rozwoju gospodarczego. We wrześniu 2017 została zastępczynią, a w marcu 2018 pierwszą zastępczynią przewodniczącego administracji obwodowej. Od lipca do listopada 2018 pełniła obowiązki przewodniczącego administracji obwodowej. Od marca 2019 zajmowała stanowisko dyrektora spółki prawa handlowego.
We wrześniu 2019 powołana na wiceministra rozwoju gospodarczego, handlu i rolnictwa. Od lipca do grudnia 2020 zajmowała stanowisko pierwszego wiceministra w tym resorcie. Od grudnia 2019 kierowała także funduszem obowiązkowego państwowego ubezpieczenia społecznego na wypadek bezrobocia. W grudniu 2020 mianowana zastępczynią szefa Biura Prezydenta Ukrainy. W listopadzie 2021 objęła stanowiska pierwszego wicepremiera oraz ministra gospodarki w rządzie Denysa Szmyhala.
W połowie lipca 2025 prezydent Wołodymyr Zełenski zapowiedział rekonstrukcję rządu, wyznaczając Juliję Swyrydenko jako kandydatkę na nowego premiera. 17 lipca 2025 Rada Najwyższa powołała ją na ten urząd; tego samego dnia parlament zatwierdził również skład jej gabinetu.

## Życie prywatne
Zamężna z Serhijem Derłemenką, przedsiębiorcą branży budowlanej, remontowej i telekomunikacyjnej. Mają jedną córkę.
Zna język angielski; deklaruje również podstawową znajomość języka chińskiego.